# Nuit des Molières
 (mars 2022).
Si vous disposez d'ouvrages ou d'articles de référence ou si vous connaissez des sites web de qualité traitant du thème abordé ici, merci de compléter l'article en donnant les références utiles à sa vérifiabilité et en les liant à la section « Notes et références ».
Pour les articles homonymes, voir Molière (homonymie) et Molières.
La Nuit des Molières, connue aussi comme Les Molières, est une cérémonie de récompenses du théâtre français décernées par l'Académie des Molières qui a lieu chaque année depuis 1987 afin de saluer les meilleurs artistes et productions. Ils sont souvent cités comme étant l'équivalent des Tony Awards aux États-Unis et des Laurence Olivier Awards au Royaume-Uni.
La cérémonie de la Nuit des Molières constitue la plus importante remise de prix au théâtre en France. Les César pour le cinéma, les Victoires de la musique pour la musique et les Sept d'or pour la télévision (aujourd'hui disparus) sont leurs équivalents dans les médias français. Le nom de la récompense est un hommage au comédien et dramaturge français du XVIIe siècle, Molière.
La musique du générique d'ouverture a été composée par Paul-Étienne Côté.

## Historique
En 1986, Jean-Louis Barrault, Jean Le Poulain, Claude Santelli, Jérôme Hullot, Jean Danet, Jacqueline Cartier, Guy Dumur, Roland Bertin, directeurs de théâtres privés, critiques et personnalités du monde du théâtre décident de la création de la cérémonie des Molières.
La première cérémonie a lieu le 23 mai 1987 au théâtre du Châtelet à Paris. Les fondateurs créent l'Association professionnelle et artistique du théâtre (APAT) et font appel à Georges Cravenne spécialiste de ces événements. Des personnalités du théâtre public se joignent peu à peu à l’organisation de la cérémonie.
D’année en année, la cérémonie des Molières devient le rendez-vous télévisé incontournable des amateurs de théâtre. Chaque Cérémonie des Molières est présidée par une personnalité prestigieuse du théâtre et un Maître de Cérémonie orchestre la remise des trophées. Michel Drucker a présenté l’émission durant dix-neuf cérémonies. D’autres personnalités médiatiques se sont par la suite prêtées à cet exercice : Laurent Ruquier, William Leymergie, Karine Le Marchand, Frédéric Mitterrand, Marie Drucker (accompagnée de Michel Drucker), Laurent Lafitte, Nicolas Bedos et Alex Lutz.

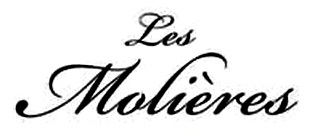
Logo de la cérémonie en 2007.

En 2004, en raison de la mobilisation des intermittents, la Cérémonie n'est pas diffusée à la télévision. Par ailleurs, la nécessité d'une refonte du protocole d'attribution des récompenses est préconisée. L'APAT connait alors une véritable refondation avec l'élection d'un nouveau Conseil d'Administration comprenant trois collèges : un collège de six représentants du théâtre privé, un autre réunissant six représentants du théâtre public et le dernier composé de six personnalités qualifiées. Ces dix-huit membres à voix délibérative sont assistés par des membres à voix consultative que sont les représentants de l'État, du Syndeac, du SDTP, de la SACD et de l'Adami. Son président est alors Pierre Santini auquel succéderont Jean-Claude Houdinière (juin 2006-2008), Irène Ajer (2008-2010) et Pierre Lescure (2010-2011). Ils sont assistés de Geneviève Dichamp et d'Anne-Sandra Keff.
À la suite de la démission de Pierre Lescure, Myriam Feune de Colombie prend la présidence par intérim de l'association. Il s’ensuit une période de deux années pendant laquelle la cérémonie n’a pas lieu, à cause d'un désaccord au sein des théâtres, certains refusant de participer à l’édition 2012. Les partenaires historiques des Molières, France Télévisions en tête, ne souhaitent plus soutenir la Cérémonie tant qu’une solution n’aura pas été trouvée. Jean-Marc Dumontet est appelé comme médiateur afin de résoudre cette crise.
Ainsi, le dialogue reprend entre l’organisation des Molières et les théâtres ayant exprimé leur divergences.
Un nouveau conseil d’administration est élu en 2013, présidé par Jean-Marc Dumontet. La 26e cérémonie des Molières est alors programmée par France 2, le 2 juin 2014, dans l’unité retrouvée. Cette dernière, orchestrée par Nicolas Bedos, est saluée par la critique, et rassemble 1,14 million de téléspectateurs, et 8,2 % de part du marché.
Les 27e, 28e et 29e cérémonies des Molières, présentées respectivement par Nicolas Bedos et Alex Lutz confirment ce nouveau souffle. Bien que ces éditions successives permettent aux Molières de renouveler avec l'audience, la 29e cérémonie est marquée par l'émergence d'une controverse autour de la diversité dans le théâtre français à la suite d'un incident lors de la soirée.
| Édition                                                | Date           | Lieu                                        | Président                          | Maître de cérémonie                  | Meilleur comédien      | Meilleure comédienne |
| ------------------------------------------------------ | -------------- | ------------------------------------------- | ---------------------------------- | ------------------------------------ | ---------------------- | -------------------- |
| 1re                                                    | 23 mai 1987    | Théâtre du Châtelet                         | Jean-Louis Barrault                | Michel Drucker et François Périer    | Philippe Clévenot      | Suzanne Flon         |
| 2e                                                     | 2 mai 1988     | Théâtre du Châtelet                         | Absence de données                 | Michel Drucker                       | Jacques Dufilho        | Jeanne Moreau        |
| 3e                                                     | 7 mai 1989     | Théâtre du Châtelet                         | Absence de données                 | Michel Drucker                       | Gérard Desarthe        | Maria Casarès        |
| 4e                                                     | 29 avril 1990  | Théâtre du Châtelet                         | Absence de données                 | Michel Drucker                       | Pierre Dux             | Denise Gence         |
| 5e                                                     | 8 avril 1991   | Théâtre du Châtelet                         | Absence de données                 | Michel Drucker                       | Guy Tréjan             | Dominique Valadié    |
| 6e                                                     | 6 avril 1992   | Théâtre du Châtelet                         | Absence de données                 | Michel Drucker                       | Henri Virlogeux        | Ludmila Mikaël       |
| 7e                                                     | 5 avril 1993   | Théâtre du Châtelet                         | Absence de données                 | Michel Drucker                       | Michel Aumont          | Edwige Feuillère     |
| 8e                                                     | 4 avril 1994   | Théâtre du Châtelet                         | Absence de données                 | Michel Drucker                       | Jean-Pierre Marielle   | Tsilla Chelton       |
| 9e                                                     | 27 mars 1995   | Théâtre du Châtelet                         | Absence de données                 | Michel Drucker                       | Pierre Meyrand         | Suzanne Flon         |
| 10e                                                    | 6 mai 1996     | Théâtre du Châtelet                         | Absence de données                 | Michel Drucker                       | Didier Sandre          | Christiane Cohendy   |
| 11e                                                    | 12 mai 1997    | Théâtre du Châtelet                         | Absence de données                 | Michel Drucker                       | Pierre Cassignard      | Myriam Boyer         |
| 12e                                                    | 6 avril 1998   | Théâtre des Champs-Élysées                  | Dario Fo                           | Michel Drucker                       | Michel Bouquet         | Dominique Blanc      |
| 13e                                                    | 3 mai 1999     | Théâtre des Champs-Élysées                  | Pierre Arditi                      | Michel Drucker                       | Robert Hirsch          | Isabelle Carré       |
| 14e                                                    | 8 mai 2000     | Opéra-Comique                               | Suzanne Flon                       | Michel Drucker                       | Michel Aumont          | Judith Magre         |
| 15e                                                    | 7 mai 2001     | Théâtre Marigny                             | Robert Hossein                     | Michel Drucker                       | Simon Abkarian         | Corinne Jaber        |
| 16e                                                    | 1er avril 2002 | Théâtre Mogador                             | Jean Piat                          | Michel Drucker                       | Jean-Paul Roussillon   | Annie Girardot       |
| 17e                                                    | 12 mai 2003    | Théâtre Mogador                             | Jean Piat                          | Michel Drucker                       | Thierry Fortineau      | Danielle Darrieux    |
| 18e                                                    | 2004           | Cérémonie annulée                           | Cérémonie annulée                  | Cérémonie annulée                    | Dominique Pinon        | Isabelle Carré       |
| 19e                                                    | 9 mai 2005     | Théâtre Mogador                             | Pas de président                   | Laurent Ruquier et William Leymergie | Michel Bouquet         | Christine Murillo    |
| 20e                                                    | 24 avril 2006  | Théâtre Mogador                             | Jacques Weber                      | Karine Le Marchand                   | Jacques Sereys         | Judith Magre         |
| 21e                                                    | 14 mai 2007    | Théâtre des Champs-Élysées                  | Jacques Weber                      | Karine Le Marchand                   | Robert Hirsch          | Martine Chevallier   |
| 22e                                                    | 28 avril 2008  | Folies Bergère                              | Clovis Cornillac et Barbara Schulz | Karine Le Marchand                   | Michel Galabru         | Myriam Boyer         |
| 23e                                                    | 26 avril 2009  | Théâtre de Paris                            | Bernard Giraudeau                  | Frédéric Mitterrand                  | Patrick Chesnais       | Anne Alvaro          |
| 24e                                                    | 25 avril 2010  | Maison des arts et de la culture de Créteil | Pas de président                   | Michel Drucker et Marie Drucker      | Laurent Terzieff       | Dominique Blanc      |
| 25e                                                    | 17 avril 2011  | Maison des arts et de la culture de Créteil | Michel Galabru                     | Laurent Lafitte                      | Christian Hecq         | Catherine Hiegel     |
| Palmarès du théâtre                                    | 28 avril 2013  | La Pépinière-Théâtre                        | Patrice Leconte                    | Aïda Touihri                         | Grégory Gadebois       | Audrey Bonnet        |
| 26e                                                    | 2 juin 2014    | Folies Bergère                              | Pas de président                   | Nicolas Bedos                        | Philippe Torreton      | Valérie Dréville     |
| 26e                                                    | 2 juin 2014    | Folies Bergère                              | Pas de président                   | Nicolas Bedos                        | Robert Hirsch          | Isabelle Gélinas     |
| 27e                                                    | 27 avril 2015  | Folies Bergère                              | Pas de président                   | Nicolas Bedos                        | André Dussollier       | Emmanuelle Devos     |
| 27e                                                    | 27 avril 2015  | Folies Bergère                              | Pas de président                   | Nicolas Bedos                        | Maxime d'Aboville      | Marie Gillain        |
| 28e                                                    | 23 mai 2016    | Folies Bergère                              | Pas de président                   | Alex Lutz                            | Charles Berling        | Dominique Blanc      |
| 28e                                                    | 23 mai 2016    | Folies Bergère                              | Pas de président                   | Alex Lutz                            | Wladimir Yordanoff     | Catherine Frot       |
| 29e                                                    | 29 mai 2017    | Folies Bergère                              | Pas de président                   | Nicolas Bedos                        | Philippe Caubère       | Elsa Lepoivre        |
| 29e                                                    | 29 mai 2017    | Folies Bergère                              | Pas de président                   | Nicolas Bedos                        | Jean-Pierre Bacri      | Catherine Arditi     |
| 30e                                                    | 28 mai 2018    | Salle Pleyel                                | Pas de président                   | Zabou Breitman                       | Jacques Gamblin        | Marina Hands         |
| 30e                                                    | 28 mai 2018    | Salle Pleyel                                | Pas de président                   | Zabou Breitman                       | Jean-Pierre Darroussin | Laure Calamy         |
| 31e                                                    | 2 avril 2019   | Folies Bergère                              | Pas de président                   | Alex Vizorek                         | François Morel         | Marina Foïs          |
| 31e                                                    | 2 avril 2019   | Folies Bergère                              | Pas de président                   | Alex Vizorek                         | Benoit Solès           | Anne Bouvier         |
| 32e                                                    | 23 juin 2020   | Théâtre du Châtelet                         | Pas de président                   | Marie-Sophie Lacarrau                | Christian Hecq         | Christine Murillo    |
| 32e                                                    | 23 juin 2020   | Théâtre du Châtelet                         | Pas de président                   | Marie-Sophie Lacarrau                | Niels Arestrup         | Béatrice Agenin      |
| Cérémonie annulée en raison de la pandémie de Covid-19 |                |                                             |                                    |                                      |                        |                      |
| 33e                                                    | 30 mai 2022    | Folies Bergère                              | Isabelle Carré                     | Alex Vizorek                         | Jacques Gamblin        | Clotilde Hesme       |
| 33e                                                    | 30 mai 2022    | Folies Bergère                              | Isabelle Carré                     | Alex Vizorek                         | Maxime d'Aboville      | Barbara Schulz       |
| 34e                                                    | 24 avril 2023  | Théâtre de Paris                            |                                    | Alexis Michalik                      | Sara Giraudeau         | Marie-Julie Baup     |
| 34e                                                    | 24 avril 2023  | Théâtre de Paris                            | Christian Hecq                     | Alexis Michalik                      | Thierry Lopez          |                      |
| 35e                                                    | 6 mai 2024     | Folies Bergère                              |                                    | Caroline Vigneaux                    | Vanessa Cailhol        | Cristiana Reali      |
| 35e                                                    | 6 mai 2024     | Folies Bergère                              | Micha Lescot                       | Caroline Vigneaux                    | Vincent Dedienne       |                      |

## Catégories décernées
- Molière du comédien
- Molière du comédien dans un second rôle
- Molière de la comédienne
- Molière de la comédienne dans un second rôle
- Molière de la révélation théâtrale, prix attribué avec une distinction masculine et féminine en 1987, de 1998 à 2007 et depuis 2009
- Molière du théâtre privé
- Molière du théâtre public
- Molière du meilleur spectacle comique, créé en 1988, prix non attribué en 2003, inclus en 2004 dans « Meilleur spectacle de divertissement », non attribué depuis, rétabli depuis 2009. Ce Molière est réservé au théâtre privé.
- Molière seul(e) en scène, auparavant appelé Molière du one-man-show ou spectacle de sketches, créé en 1989, prix non attribué en 1994 et 1995, inclus en 2004 dans « Meilleur spectacle de divertissement », non attribué en 2005 et 2006, titré en 2007 « Molière du spectacle seul(e) en scène », supprimé en 2009, rétabli en 2014.
- Molière de l'auteur
- Molière de l'adaptateur
- Molière du metteur en scène
- Molière du décorateur scénographe
- Molière du créateur de costumes
- Molière du créateur de lumières, créé en 2000
- Molière du créateur de musique de scène, uniquement en 2005
- Molière du spectacle musical, inclus en 2004 dans « Meilleur spectacle de divertissement », remplacé en 2005 par « Meilleur créateur de musique de scène », rétabli en 2006.
- Molière du spectacle jeune public, créé en 2006
- Molière de la création visuelle, créé en 2014
- Molière de l'humour, créé en 2016
- Molière d'honneur, attribué irrégulièrement jusqu'en 2003 et depuis 2011.

## Catégories supprimées
- Molière de la révélation théâtrale, prix attribué de 1988 à 1997, et en 2008
- Molière du meilleur spectacle de divertissement, uniquement en 2004
- Molière du spectacle en région, créé en 1988, non attribué en 1995 ni depuis 1997, titré en 2004 et 2005 « Meilleur spectacle en région », puis en 2006 « Grand prix spécial du jury théâtre public en région »
- Molière de la meilleure pièce du répertoire, créé en 1997, non attribué à partir de 2003
- Molière de la meilleure pièce de création, créé en 1997, titré de 2003 à 2005 « Meilleure pièce de création française », non attribué depuis
- Molière de la compagnie, créé en 2005, non attribué en 2007, devenu « Molière des compagnies » en 2009
- Molière inattendu, uniquement en 2005